# Rusudan av Georgien
Rusudan av Georgien, född 1194, död 1245, var en monark, regerande drottning, av Georgien från 1223 till 1245. 

## Biografi
Rusudan var dotter till drottning Tamar av Georgien och David Soslan och syster till kung Georg IV av Georgien. Hon efterträdde sin bror år 1223. Hon beskrivs som vacker och nöjesälskande. Hennes regeringstid präglades av en nedgång från Georgiens tid som stormakt och har betecknats som slutet på Georgiens gyllene era. År 1240 blev Georgien en vasallstat under Mongolväldet.
Rusudan gifte sig med Ghias ad-Din. Hon efterträddes på tronen av sin son David VI av Georgien. 